# 瘋狂終結者
《瘋狂終結者》（英語：Four Rooms）是一部1995年美國多段式鬧劇黑色喜劇電影，由愛莉森·安德絲、亞歷山大·洛可維爾、罗伯特·罗德里格兹和昆汀·塔伦蒂诺共同編劇和導演。故事發生在虛構的洛杉矶某酒店跨年夜，蒂姆·罗斯飾演的特德是酒店的行李服務員，也是框架故事中的主角，他上任的第一個晚上就與不同的酒店客人發生了四次截然不同的遭遇。
《瘋狂終結者》於1995年12月25日由米拉麥克斯影業在美國上映。影評人對這部電影的評價褒貶不一，他們讚揚了罗德里格兹和塔伦蒂诺導演的片段，但嚴厲批評了安德絲和洛可維爾的片段。麥當娜凭本片角色獲得第16屆金酸莓獎最差女配角獎。

## 剧情
除夕之夜，酒店的行李服務員萨姆（馬克·勞倫斯飾）向他的繼任者特德（蒂姆·罗斯飾）介紹情況。
本片的動畫片頭受《頑皮豹動畫秀》的啟發，配乐是Combustible Edison的擬聲歌曲「Vertigogo」。

### 蜜月套房——“只欠东风”
- 由愛莉森·安德絲（英语：Allison Anders）編劇和導演

特德协助一群不同寻常的女人搬运行李，并将她们带到蜜月套房。他得知她们是一群女巫，正试图扭转对她们的女神狄阿娜（亞曼達·迪·卡迪力特饰）施放的咒语。仪式要求她们每人将一种材料放入一口大锅中；然而，其中一人（艾恩·斯姬饰）不得不现场取得她的材料——精液——时间只剩下一个小时了。她引诱特德，两人在大锅里发生了性关系。他离开后，他们完成了仪式，狄阿娜也从大锅中走了出来。
特德在蜜月套房服务完毕后，另一个房间的客人（勞倫斯·班德饰）打电话到前台要冰块。他不确定自己在哪一层，但最终指引特德去了404号房间。

### 四零四号房——“点错相”
- 由亞歷山大·洛可維爾（英语：Alexandre Rockwell）編劇和導演

在404号房间，特德发现自己陷入了一场奇幻的人质危机。西格弗里德（大衛·普羅瓦爾饰）癫狂地指责特德（他称之为西奥多）与他的妻子安杰拉（珍妮佛·貝爾饰）上过床。特德在枪口的逼迫下陪他演了这场戏，但他不知道到底什么才是真的。他试图从浴室的窗户逃走，但被卡住了，楼上的一名派对客人从窗户外朝他呕吐。就在特德挣脱束缚逃出房间的时候，另一位客人（保羅·斯凱普饰）来到了404号房间，西格弗里德以同样的方式迎接了他。

### 三零九号房——“攪攪震”
- 由罗伯特·罗德里格兹編劇和導演

丈夫（安东尼奥·班德拉斯飾）和妻子（富田譚玲飾）要去参加一个除夕派对，他们给了特德500美元的小费，让他照看他们的孩子萨拉和胡安乔（拉娜·麥基撒克和丹尼·維達茲科飾）。特德嘱咐孩子们待在自己的房间里，但等他离开后，孩子们破坏了房间，爆开了一瓶香槟。他们向特德要牙刷，特德试图哄他们睡觉，但没有成功。他离开后又被叫回来，发现房间里一片混乱：一幅画变成了一个涂着口红、插着注射器的飞镖盘，胡安乔拿着一根烟，萨拉拿着一瓶酒，电视被调到了成人频道，孩子们在弹簧床垫里发现了一个死去的妓女（派翠西亞·馮娜飾）。当特德反复说出“鸡”一字时，萨拉用注射器刺伤了他的腿，叫他“不准口出污言”，而胡安乔则不小心点燃了房间。他们的父亲抱着昏迷的妻子回来，问道：“你们又攪攪震？”所有人都站着没动，这时自動灑水系統启动了。
特德心神不宁，准备打电话向老板贝蒂（凱西·葛蕾芬饰）辞职。在与玛格丽特（瑪麗莎·托梅饰）交谈后，他接通了贝蒂的电话提出辞职，但却接到了来自酒店顶楼套房的电话。贝蒂说服他留下来照顾客人。

### 顶楼套房——“荷里活大牌”
- 由昆汀·塔伦蒂诺編劇和導演

顶楼套房里住着著名导演切斯特·拉什（塔伦蒂诺饰）和他的朋友们。他们需要一块木头、三颗钉子、一团麻绳、一桶冰块、一个甜甜圈、一个俱乐部三明治和一把斧头。特德用切肉刀代替了斧头，拿到这些物品后，他们邀请他加入他们的挑战。原来，切斯特的朋友诺曼（保羅·卡爾德龍饰）用自己的小手指和切斯特的汽车打赌，他能连续点燃他的Zippo打火机十次。特德想离开，但切斯特却诱惑他留下来，出100美元让他听自己说完条件，如果诺曼失败，切斯特还将出900美元让他负责切断诺曼的手指。特德同意参加，不料诺曼第一次点火就失败了，特德当即便剁下了诺曼的手指，卷走了钱，迈着充满活力的步伐离开了顶楼套房。随着片尾字幕滚动，切斯特和夥伴们疯狂地准备将尖叫的诺曼送往医院。

## 房間之間的交叉
这四个片段都是按时间顺序播放的，只有“攪攪震”除外，其中的事情有的在“点错相”之前，有的在“点错相”之后。
四个片段之间有一些联系：
- 在“点错相”中，特德用“某种邪教仪式”这种表达回忆起了“只欠东风”中的女巫仪式。
- 在“攪攪震”的开头，可以看到特德拿着“只欠东风”中的两个樱桃。
- “攪攪震”中的萨拉随机给某个房间打电话提问。接电话的人恰好是“点错相”中的西格弗里德。
- 安杰拉在“点错相”和“荷里活大牌”中都出现过。
- 在“荷里活大牌”开始之前，特德给他的老板打电话时，回忆起了前三个片段中发生的事情。